# Corbichonia decumbens
Corbichonia decumbens är en tvåhjärtbladig växtart som först beskrevs av Peter Forsskål, och fick sitt nu gällande namn av Arthur Wallis Exell. Corbichonia decumbens ingår i släktet Corbichonia, och familjen Lophiocarpaceae. Inga underarter finns listade i Catalogue of Life.